# 1400 (numero)
Millequattrocento (1400) è il numero naturale dopo il 1399 e prima del 1401.

## Proprietà matematiche
- È un numero pari.
- È un numero composto da 24 divisori: 1, 2, 4, 5, 7, 8, 10, 14, 20, 25, 28, 35, 40, 50, 56, 70, 100, 140, 175, 200, 280, 350, 700, 1400. Poiché la somma dei suoi divisori (escluso il numero stesso) è 2320 > 1400, è un numero abbondante.
- È esprimibile come somma di una serie di quadrati consecutivi: 1400 = 112 + 122 + 132 + 142 + 152 + 162 + 172.
- È un numero ondulante nel sistema posizionale a base 7 (4040).
- È un numero di Harshad nel sistema numerico decimale, cioè è divisibile per la somma delle sue cifre.
- È un numero congruente.
- È un numero semiperfetto in quanto pari alla somma di alcuni (o tutti) i suoi divisori.
- È un numero pratico.
- È un numero malvagio.
- È parte delle terne pitagoriche  (159, 1400, 1409), (315, 1400, 1435), (392, 1344, 1400), (480, 1400, 1480), (510, 1400, 1490), (825, 1400, 1625), (840, 1120, 1400), (858, 1400, 1642), (1050, 1400, 1750), (1400, 1470, 2030), (1400, 1710, 2210), (1400, 1755, 2245), (1400, 2250, 2650), (1400, 2304, 2696), (1400, 2625, 2975), (1400, 3360, 3640), (1400, 3795, 4045), (1400, 4263, 4487), (1400, 4800, 5000), (1400, 4902, 5098), (1400, 6045, 6205), (1400, 6930, 7970), (1400, 8694, 8806), (1400, 9750, 9850), (1400, 9951, 10049), (1400, 12210, 12290), (1400, 13965, 14035), (1400, 17472, 17528), (1400, 19575, 19625), (1400, 24480, 24520), (1400, 30609, 30641), (1400, 34986, 35014), (1400, 48990, 49010), (1400, 61242, 61258), (1400, 69993, 70007), (1400, 97995, 98005), (1400, 122496, 122504), (1400, 244998, 245002), (1400, 489999, 490001).

## Astronomia
- 1400 Tirela è un asteroide della fascia principale del sistema solare.

## Astronautica
- Cosmos 1400 è un satellite artificiale russo.

## Altri ambiti
- La Fiat 1400 è un'automobile costruita dalla Fiat tra il 1950 e il 1958.
- La Kawasaki ZZR 1400 è una motocicletta della casa giapponese Kawasaki Heavy Industries Motorcycle & Engine.